# ヴィルジニー・デパント
ヴィルジニー・デパント(フランス語: Virginie Despentes, 1969年6月13日 - )はフランスの小説家、映画監督。ジェンダー、セクシュアリティ、社会のアンダーグラウンドを題材とする。

## 来歴
彼女はフランスのナンシーで労働者階級の家庭に育った。15歳のとき、両親は彼女の意思に反して彼女を精神科病院に入院させた。少女時代はヒッチハイクをしたり、ロックバンドを追いかけたりしていたが、17歳のとき、友人とヒッチハイクをしているとき、ライフルを持った3人の若者に脅され、輪姦されるという被害に遭う。
成人後はリヨンに定住し、そこでメイド、「マッサージパーラー」やのぞき小屋での売春婦、レコード店の販売員、フリーランスのロックジャーナリスト、ポルノ映画評論家として働いていた。1993年に「Baise-moi」にてデビュー。

## 作品
- バカな奴らは皆殺し Baise-moi. 1993年 (2000年、原書房)
  - 2000年、「ベーゼ・モア」としてデパント自身で監督し映像化。
- Les Chiennes savantes1997年
- Les Jolies choses 1998年
- Mordre au travers1999年
- Teen spirit 2002年
- Trois étoiles 2002年
- Bye bye Blondie: roman 2004年
- キングコング・セオリー King Kong théorie 2006年 (2020年、柏書房)
- アポカリプス・ベイビー  Apocalypse Bébé 2010年 (2021年、早川書房)
- ウィズ・ザ・ライツ・アウト　ヴェルノン・クロニクル１ Vernon Subutex: Volume 1 2015年 (2020年、早川書房)
- ジャスト・ライク・ヘヴン　ヴェルノン・クロニクル２   Vernon Subutex: Volume 2 2015年 (2021年、早川書房)
- Vernon Subutex: Volume 3 2017年